# Rainer Fleckl
Rainer Fleckl ist ein österreichischer Investigativjournalist. Er war zwischen 2017 und 2020 Leiter des Investigativ-Teams bei Addendum und anschließend bis April 2021 als Bereichsleiter für ServusTV tätig. Mittlerweile ist er Geschäftsführer und Miteigentümer einer Firma für Unternehmens- und Kommunikationsberatung in Wien.

## Leben
Fleckl studierte Kommunikationswissenschaften und arbeitete zwischen 1997 und 2012 beim Kurier und leitete dort ab 2008 das Sportressort, ab 2010 das Ressort für Investigative Recherche. Anschließend wechselte er zum Sender Servus TV in die Redaktion der Diskussionssendung Talk im Hangar-7. Im Jahr 2015 wechselte Fleckl zum Wochenmagazin News und übernahm dort die Leitung des Chronikressorts und war zuletzt stellvertretender Chefredakteur. Zwischen 2017 und 2020 war Fleckl Leiter des Investigativ-Teams bei Addendum. Seit November 2023 arbeitet Fleckl für die Kronen Zeitung, nahezu exklusiv abgestellt für Recherchen zum Miteigentümer René Benko, dessen Signa Holding, sein Privatvermögen und die vier von ihm ins Leben gerufenen Stiftungen in Österreich und Liechtenstein sowie die entsprechenden Insolvenzverfahren. Rainer Fleckl arbeitet intensiv mit Sebastian Reinhart zusammen, seinem Kollegen beim Magazin News. Die meisten Enthüllungen werden zeitgleich in beiden Medien veröffentlicht.

## Veröffentlichungen
- mit Sebastian Reinhart: Inside Signa. Aufstieg und Fall des René Benko. Edition a, Wien 2024, ISBN 978-3-99001-771-5.

## Auszeichnungen
- 2007: Journalist des Jahres[10]
- 2008: Sportjournalist des Jahres[11]
- 2009: Sportjournalist des Jahres[12]
- 2009: Pressepreis der Ärztekammer für Wien[13]
- 2009: Sports Media Austria Preis (Kategorie Print)[14]
- 2009: Alfred-Worm-Preis[15]
- 2015: Sports Media Austria Preis (Kategorie Multimedia)[16]
- 2018: Prälat-Leopold-Ungar-JournalistInnenpreis in der Kategorie Online gemeinsam mit Maria Kern, Christoph Hanslik, Johannes Kaiser und Christine Grabner von Addendum für das Projekt Wie weit reicht der Arm des Glücksspiels[17]